# Parklandschaft

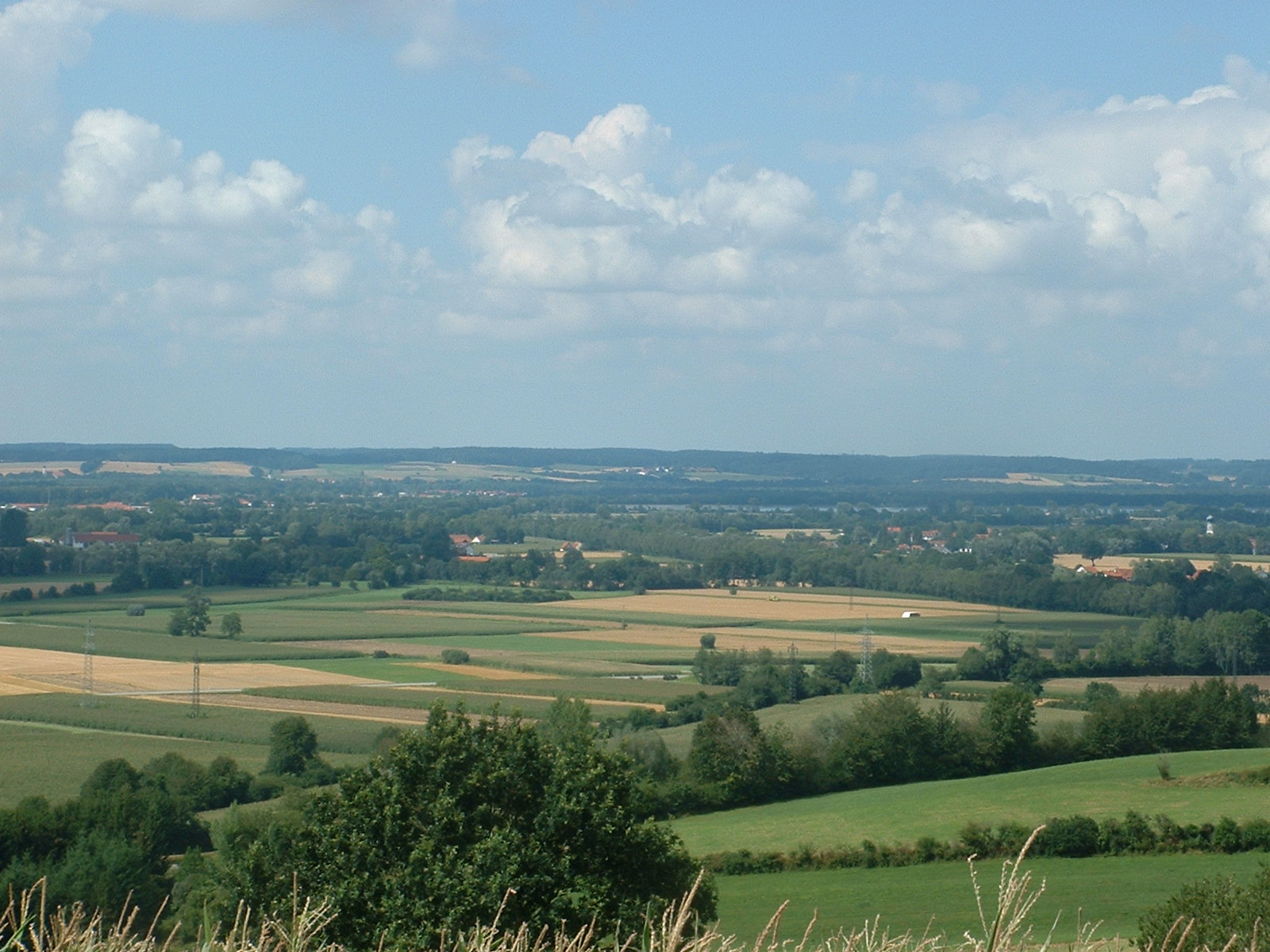
Kleinteilig strukturierte Flächen

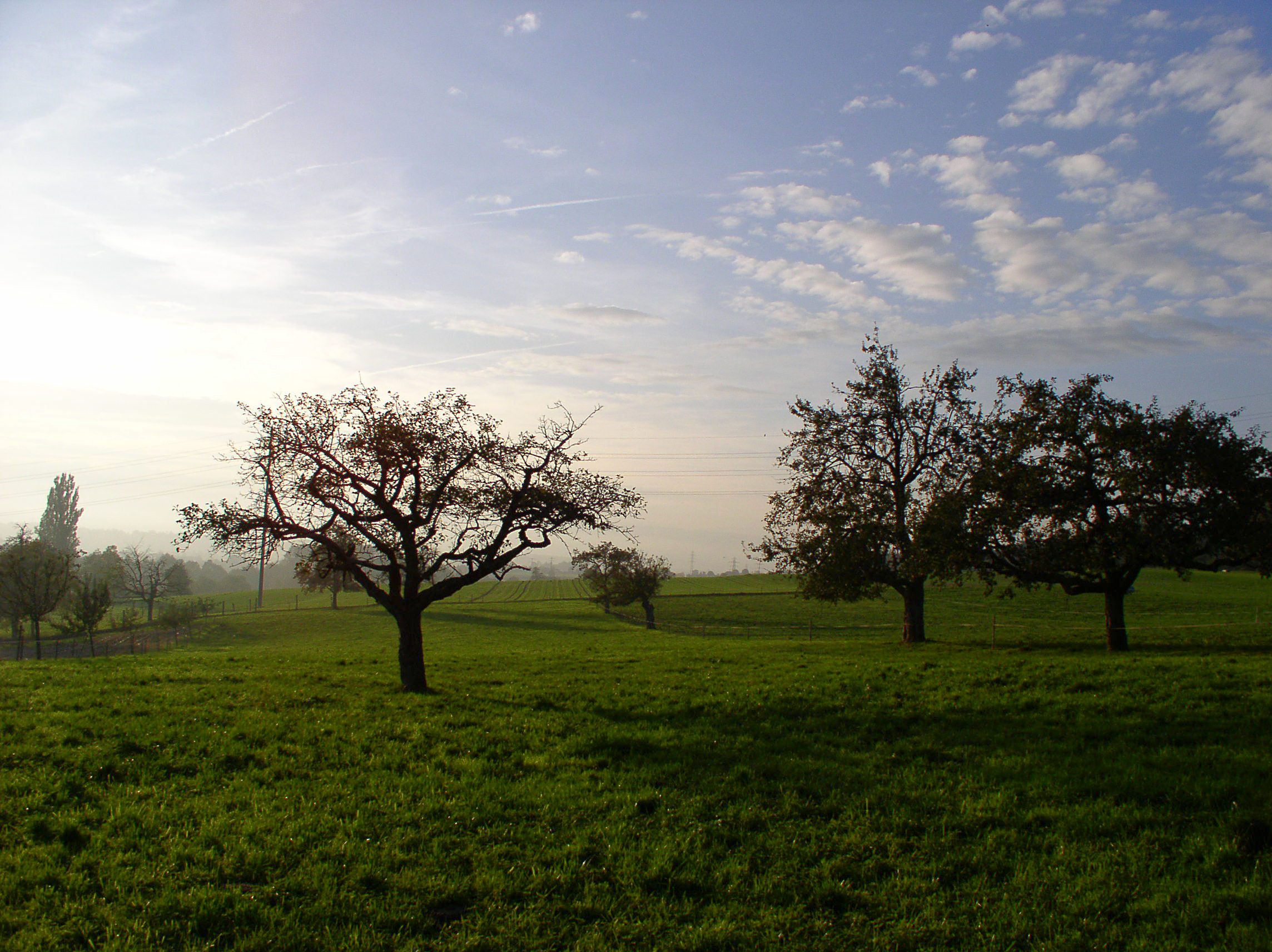
Wiese mit Einzelbäumen

Die Parklandschaft ist ein Landschaftstyp, genauer eine durch Landwirtschaft entstandene Kulturlandschaft.
Hecken, Gebüsche, Wiesen, Weiden, Flussauen und kleine Wäldchen verleihen ihr eine parkartige Ausprägung. Aber auch Ackerflächen, Grünlandbestände und forstwirtschaftlich genutzte Gebiete sind Merkmale dieser Landschaft. Im weiteren Sinne bestimmen auch Gehöfte das Erscheinungsbild der Flächen, die durch Wallhecken, Gehölzstreifen, Wege, Bachläufe oder andere Begrenzungen kleinteilig strukturiert werden. Dennoch bleibt aufgrund der zumeist flachen bis leicht welligen Topographie der offene Charakter erhalten.
Parklandschaften in diesem Sinne entstanden über Jahrhunderte hinweg im Zusammenwirken von Mensch und Natur, jedoch kann von einer dezidierten optischen Gestaltung zumindest in der Fläche nicht ausgegangen werden. Industrialisierung und Verstädterung hatten schließlich einen erheblichen Schwund zur Folge. Zu den bis heute weitgehend erhaltenen Gebieten zählen die Münsterländer Parklandschaft und die Parklandschaft Ammerland.
Gelegentlich bezeichnet man als historische Parklandschaft eine solche, die um Landsitze oder Schlösser herum angelegt wurde und dem Typus des englischen Landschaftsparks folgt. Sie sollte dem zum Anwesen gehörenden Park ähneln und war somit einer gestalterischen Hand unterworfen. Zweck dieser Anlage war aber im Gegensatz zum Park nicht die Erholung, sondern in erster Linie die Landwirtschaft. Ein Beispiel hierfür ist der Branitzer Außenpark.